# Associação Dinamarquesa de Hóquei no Gelo
Associação Dinamarquesa de Hóquei no Gelo é o órgão que dirige e controla o hóquei no gelo da Dinamarca, comandando as competições nacionais e a seleção nacional.